# 9336 Altenburg
9336 Altenburg (1991 AY2) là một tiểu hành tinh vành đai chính được phát hiện ngày 15 tháng 1 năm 1991 bởi F. Borngen ở Tautenburg.